# 다치아라이 육군비행학교
다치아라이 육군비행학교(大刀洗陸軍飛行学校)는 일본 후쿠오카현 미이군 다치아라이정 소재 일본 제국 육군의 군사 학교다. 1940년 10월 1일부터 1945년 8월 21일까지 운영되었다.